# Lilla Kotjärnen, Dalarna
Lilla Kotjärnen är en sjö i Älvdalens kommun i Dalarna och ingår i Dalälvens huvudavrinningsområde. Sjöns area är 0,007 kvadratkilometer och den är belägen 485 meter över havet.